# Alexandru, Margraf de Meissen
Prințul Alexandru de Saxa-Gessaphe (germană Alexander Prinz von Sachsen-Gessaphe poloneză Aleksander książę Saskogessapski; născut Alexander de Afif 12 februarie 1954), este moștenitorul adoptat al Margrafului de Meissen, și om de afaceri cu rădăcini libaneze, mexicane și germane. După decesul Margrafului, în iulie 2012, el a asumat șefia Casei Regale a Saxoniei, pe baza unei înțelegeri prin care a fost numit moștenitor deși înțelegerea a fost repudiată câțiva ani mai târziu de un număr de semnatari. Pretenția sa este contestată de către vărul său, Prințul Ruediger de Saxonia.

## Biografie
Născut la Born München ca Alexander de Afif, el este fiul cel mare al lui Roberto de Afif, Dr.Jur (menționat ca nobil catolic de Gessaphe, Liban) și al Prințesei Anna de Saxonia. La naștere, Alexandru nu a deținut drepturile la tronul Saxoniei deoarece căsătoria părinților lui nu a îndeplinit cerințele casei de Saxonia, fiind considerată morganatică. Legal, Alexandru și-a asumat titlul de Prinz von Sachsen-Gessaphe la 25 august 1972.
Alexandru a crescut în principal în Mexic, preluând apoi compania de la tatăl său. S-a căsătorit civil cu Prințesa Gisela de Bavaria la 3 aprilie 1987 și religios la Andechs la 29 august 1987. Împreună au patru copii:
- Prințul Georg Philipp de Saxa-Gessaphe (n. Mexico City 24 mai 1988)
- Prințul Mauricio Gabriel Robert de Saxa-Gessaphe (n. Mexico City 14 septembrie 1989)
- Prințul Paul Clemens de Saxa-Gessaphe (n. Mexico City 23 martie 1993)
- Prințesa Maria Teresita de Saxa-Gessaphe (n. Dresda 7 iulie 1999)